# Molophilus flavus
Molophilus flavus là một loài ruồi trong họ Limoniidae. Chúng phân bố ở miền Cổ bắc.